# Gloria Grahame
Gloria Grahame (født 28. november 1923, død 5. oktober 1981) var en amerikansk teater,- tv- og filmskuespiller.
Grahame begyndte sin skuespillerkarriere i teater, og i 1944 indspillede hun sin første film for MGM. På trods af en fremtrædende rolle i Det er herligt at leve mente MGM ikke, at hun havde potentiale for stor succes, og solgte sin kontrakt til RKO Studios. Hun blev ofte castet i film noir-projekter og Grahame modtog en nominering til en Oscar for bedste kvindelige birolle for Blindt had og vandt denne pris for sit arbejde i Illusionernes by. Hun opnåede sit højdepunkt med filmen Afsløret, Begær, Jeg er loven og Oklahoma!, men hendes filmkarriere begyndte at aftage kort tid efter.
Hun vendte tilbage til arbejde på scenen, men fortsatte med at optræde i film og tv-produktioner, som regel i biroller. I 1974 blev Grahame diagnosticeret med brystkræft. Det gik i remission mindre end et år senere, og Grahame vendte tilbage til arbejde. I 1980 returnerede kræften, men Grahame nægtede at acceptere diagnosen eller søge behandling. Hun besluttede I stedet for at fortsætte med at arbejde, hvor hun rejste til England for at medvirke i et skuespil. Hendes helbred faldt dog hurtigt, og hun udviklede peritonitis efter at have gennemgået en procedure for at fjerne væske fra hendes underliv i september 1981. Hun vendte tilbage til New York City, hvor hun døde i oktober 1981.

## Opvækst
Grahame blev født Gloria Grahame Hallward i Los Angeles, Californien. Hun blev opdraget en metodiker. Hendes far, Reginald Michael Bloxam Hallward, var arkitekt og forfatter; hendes mor, Jeanne McDougall, som brugte kunstnernavnet Jean Grahame, var en britisk teaterskuespiller og skuespillelærer. Parret havde en ældre datter, Joy Hallward (1911-2003), en skuespillerinde, der blev gift med John Mitchum (den yngre bror til skuespilleren Robert Mitchum). Under Gloria's barndom og ungdomsår lærte hun skuespil af sin mor. Grahame gik i High School i Hollywood, inden hun droppede ud for at forfølge skuespillet.
Grahame underskrev kontrakt med MGM Studios under hendes professionelle navn, efter Louis B. Mayer så hende optræde på Broadway i flere år.

## Karriere
Grahame fik sin filmdebut i Blonde Fever i 1944 og scorede derefter en af hendes mest roste roller som den flirtende Violet Bick, der bliver reddet fra skændsel af George Bailey i Der er herligt at leve. MGM var ikke i stand til at udvikle hendes potentiale som en stjerne og hendes kontrakt blev solgt til RKO Studios i 1947.
Grahame blev ofte benyttet i film noir som en blakket skønhed med en uimodståelig seksuel tiltrækning. I løbet af denne tid indspillede hun film til flere Hollywood-studier. Hun modtog en nominering til Oscar for bedste kvindelige birolle for Blindt had i 1948.
Grahame medvirkede med Humphrey Bogart i filmen Manden uden hæmninger fra 1950, hvilket var en præstation hun ros for. Selvom det i dag regnes blandt sine fineste præstationer, var det ikke en økonomisk succes og Howard Hughes, der ejerede RKO Studios, indrømmede at han aldrig havde set filmen. Da hun bad om at blive udlånt til roller i Født i går og En plads i solen, nægtede Hughes og gav hende en rolle i Kinakystens helvede. Til trods for kun at optræde i mere end ni minutter, så vandt hun en Oscar for bedste kvindelige birolle i MGMs Illusionernes by i 1953, hvilket var rekord på tidspunkt for den korteste medvirken for at vinde en Oscar for skuespil, som hun holdt i 24 år, før Beatrice Straight brød den i 1977.
Andre mindeværdige roller indebærer intrigante Irene Neves i Afsløret, femme fatale Vicki Buckley i Begær og Debby Marsh i Fritz Langs Jeg er loven, hvor i en forfærdelig ud-af-billede scene, hvor hun er skoldet af varm kaffe kastet i hendes ansigt af Lee Marvins karakter. Graham optrådte som en velhavende forførende Harriet Lang i Stanley Kramers Ikke som en fremmed med Olivia de Havilland, Robert Mitchum og Frank Sinatra.
Grahams karriere begyndte at aftage efter hendes præstation i musicalfilmen Oklahoma! fra 1955. Grahame, hvem publikum var vant til at se som en film noir hystade, blev set af nogle kritikere for at være fejlcastet som en uvidende bondetøs i en helstøbt musikalsk, og lammelse i overlæben fra plastikkirurgi havde ændret hendes tale og udseende. Desuden blev Grahame rygtet som vanskelig på sættet af Oklahoma!, angiveligt pågående for nogle af skuespillerne og fremmedgørende sine medvirkende, som påvirkede hendes fald fra nåde i Hollywood. Hun begyndte en langsom tilbagevenden til teatre og kom tilbage til film lejlighedsvis for at spille roller, hovedsagelig i mindre film.
Hun også gæstmedvirkede i tv-serier, herunder en episode af sci-fi-serie The Outer Limits. I episoden med titlen "The Guests" gjorde Grahame grin med sin egen karriere ved at spille en glemt filmstjerne, der lever i fortiden. Hun optrådte også i en episode af The Fugitive ("The Homecoming", 1964) og en episode af Burke's Law ("Who Killed The Rabbit's Husband", 1965). Hun spillede små roller i tv-miniserier som Rich Man, Poor Man og Seventh Avenue.
Stykket The Time of Your Life blev genopsat den 17. marts 1972 i Huntington Hartford Theatre i Los Angeles med Grahame, Henry Fonda, Richard Dreyfuss, Lewis J. Stadlen, Ron Thompson, Jane Alexander, Richard X. Slattery og Pepper Martin blandt castet, med Edwin Sherin som instruktør.

## Privatliv
I løbet af sin karriere blev Grahame mere og mere bekymret over sit udseende. Hun var særligt bekymret for udseendet af sin overlæbe, som hun følte var for tynd og havde rygge, der var for dyb. For at afhjælpe dette begyndte Grahame at fylde bomuld eller væv mellem hendes læbe og tænder for at give indtrykket af fylde, som hun følte, gav hende et mere sexet udseende. Flere medspillere opdagede dette efter at have kyssescener med Grahame, da vævet eller bomulden ofte ville havne i deres mund. I midten af 1940'erne begyndte Grahame at gennemgå små kosmetiske procedurer på hendes læber og ansigt. Ifølge sin niece, Vicky Mitchum, førte Grahams besættelse med hendes udseende hende til at gennemgå flere kosmetiske procedurer, der gjorde hendes overlæbe stort set ubevægelig på grund af nerveskader. Mitchum sagde: "Gennem årene har hun [Grahame] skåret sig op og forsøgt at gøre sig til et billede af skønhed, hun følte skulle eksistere, men som ikke fandtes. Andre så hende som en smuk person, men hun gjorde aldrig, og vanvittige ting spredte fra det. "

### Forhold, ægteskab og børn
Grahame var gift fire gange og fik fire børn. Hendes første ægteskab var til skuespiller Stanley Clements i august 1945. De skiltes i juni 1948. Dagen efter hendes skilsmisse fra Clements blev færdiggjort, blev Grahame gift med instruktør Nicholas Ray. De fik en søn, Timothy, i november 1948. Efter flere separationer og afsoninger blev Grahame og Ray skilt i 1952. Grahams tredje ægteskab var med forfatter og tv-producent Cy Howard. De giftede sig i august 1954 og fik en datter, Marianna Paulette i 1956.  Grahame søgte om skilsmisse fra Howard i maj 1957 med begrundelsen mentalt nedbrud. Deres skilsmisse blev afsluttet i november 1957.
Grahams fjerde og sidste ægteskab var til skuespiller Anthony "Tony" Ray, søn af sin anden mand Nicholas Ray og hans første kone Jean Evans; Anthony Ray var hendes tidligere stedsøn. Deres forhold begyndte angiveligt, da Tony Ray var 13 år gammel, og Grahame var stadig gift med hans far (som faktisk afsluttede ægteskabet, da Nicholas Ray fangede de to sammen i seng). De to genoprettede kontakten i 1958 og giftede sig i Tijuana, Mexico i maj 1960. Parret ville ende med at få to børn: Anthony, Jr. (født 1963) og James (født 1965).
Nyheden om ægteskabet blev holdt privat indtil 1962, da den blev skrevet om i den kulørte presse og den efterfølgende skandale beskadigede Grahame omdømme og påvirket hendes karriere. Efter at have fået kendskab til hendes ægteskab med Anthony Ray forsøgte Grahams tredje mand, Cy Howard, at få forældremyndigheden over parrets datter, Marianna. Howard hævdede, at Grahame var en uegnet mor, og de to kæmpede over forældremyndigheden af Marianna i årevis. Skandalens stress, sin aftagende karriere og sin kamp om forældremyndigheden med Howard satte sit præg på Grahame og hun fik et nervøst sammenbrud. Hun gennemgik senere elektrochokterapi i 1964. På trods af den omfattende skandale var Grahams' ægteskab med Anthony Ray hendes længste varende. De ville senere skille i maj 1974.

## Død
I marts 1974 blev Grahame diagnosticeret med brystkræft. Hun gennemgik strålingsbehandling, ændrede sin kost, holdt op med at ryge og drikke alkohol og søgte også homøopatiske midler. På mindre end et år gik kræften i remission. Kræften kom tilbage i 1980, men Grahame nægtede at anerkende sin diagnose eller søge strålingsbehandling. På trods af hendes svigtende sundhed fortsatte Grahame med at arbejde i teaterproduktioner i USA og UK, der for en stund levede i Liverpool. Mens hun arbejdede i London i september 1981, gennemgik hun behandling for at fjerne overskydende væske fra hendes underliv. Under proceduren kom lægen ved et uheld til at punktere hendes tarm. Hun udviklede snart bughindebetændelse og blev indlagt. Efter at have fået besked om Grahams sygdom, rejste to af hendes børn, Timothy og Paulette, til London og besluttede at tage hende tilbage til USA.
Den 5. oktober 1981 vendte Grahame tilbage til USA, hvor hun blev indlagt på St. Vincent's Hospital i New York. Hun døde der et par timer senere i en alder af 57 år. Hendes rester blev bisat i Oakwood Memorial Park Cemetery i Chatsworth, Los Angeles.
For hendes bidrag til filmbranchen har Gloria Grahame en stjerne på Hollywood Walk of Fame på 6522 Hollywood Boulevard.

## Filmografi
| År   | Titel                                 | Rolle                         | Noter                                                                                                  |
| ---- | ------------------------------------- | ----------------------------- | --- |
| 1944 | Blonde Fever                          | Sally Murfin                  | |
| 1945 | Urette ægtefolk                       | Flower girl                   | |
| 1946 | Det er herligt at leve                | Violet Bick                   | |
| 1947 | It Happened in Brooklyn               | Nurse                         | |
| 1947 | Blindt had                            | Ginny Tremaine                | Nomineret – Oscar for bedste kvindelige birolle                                                        |
| 1947 | Song of the Thin Man                  | Fran Ledue Page               | |
| 1947 | Merton of the Movies                  | Beulah Baxter                 | |
| 1949 | A Woman's Secret                      | Susan Caldwell aka Estrellita | |
| 1949 | Roughshod                             | Mary Wells                    | |
| 1950 | Manden uden hæmninger                 | Laurel Gray                   | |
| 1952 | Verdens største show                  | Angel                         | |
| 1952 | Kinakystens helvede                   | Margie                        | |
| 1952 | Afsløret                              | Irene Neves                   | |
| 1952 | Illusionernes by                      | Rosemary Bartlow              | Oscar for bedste kvindelige birolleNomineret – Golden Globe Award for bedste kvindelige birolle – Film |
| 1953 | Glasmuren                             | Maggie Summers                | |
| 1953 | Cirkus på flugt                       | Zama Cernik                   | |
| 1953 | Jeg er loven                          | Debby Marsh                   | |
| 1953 | Prisoners of the Casbah               | Princess Nadja aka Yasmin     | |
| 1954 | Begær                                 | Vicki Buckley                 | |
| 1954 | Naked Alibi                           | Marianna                      | |
| 1954 | The Good Die Young                    | Denise Blaine                 | |
| 1955 | The Cobweb                            | Karen McIver                  | |
| 1955 | Ikke som en fremmed                   | Harriet Lang                  | |
| 1955 | Oklahoma!                             | Ado Annie Carnes              | |
| 1956 | The Man Who Never Was                 | Lucy Sherwood                 | |
| 1957 | Ride Out for Revenge                  | Amy Porter                    | |
| 1959 | Odds Against Tomorrow                 | Helen                         | |
| 1966 | Ride Beyond Vengeance                 | Bonnie Shelley                | |
| 1971 | Blood and Lace                        | Mrs. Deere                    | |
| 1971 | The Todd Killings                     | Mrs. Roy                      | |
| 1971 | Chandler                              | Selma                         | |
| 1972 | The Loners                            | Annabelle                     | |
| 1973 | Tarot                                 | Angela                        | |
| 1974 | Mama's Dirty Girls                    | Mama Love                     | |
| 1976 | Mansion of the Doomed                 | Katherine                     | |
| 1979 | A Nightingale Sang in Berkeley Square | Ma Fox                        | |
| 1979 | Head Over Heels                       | Clara                         | |
| 1980 | Melvin and Howard                     | Mrs. Sisk                     | |
| 1982 | The Nesting                           | Florinda Costello             | |